# Dimitrios Voulgaris

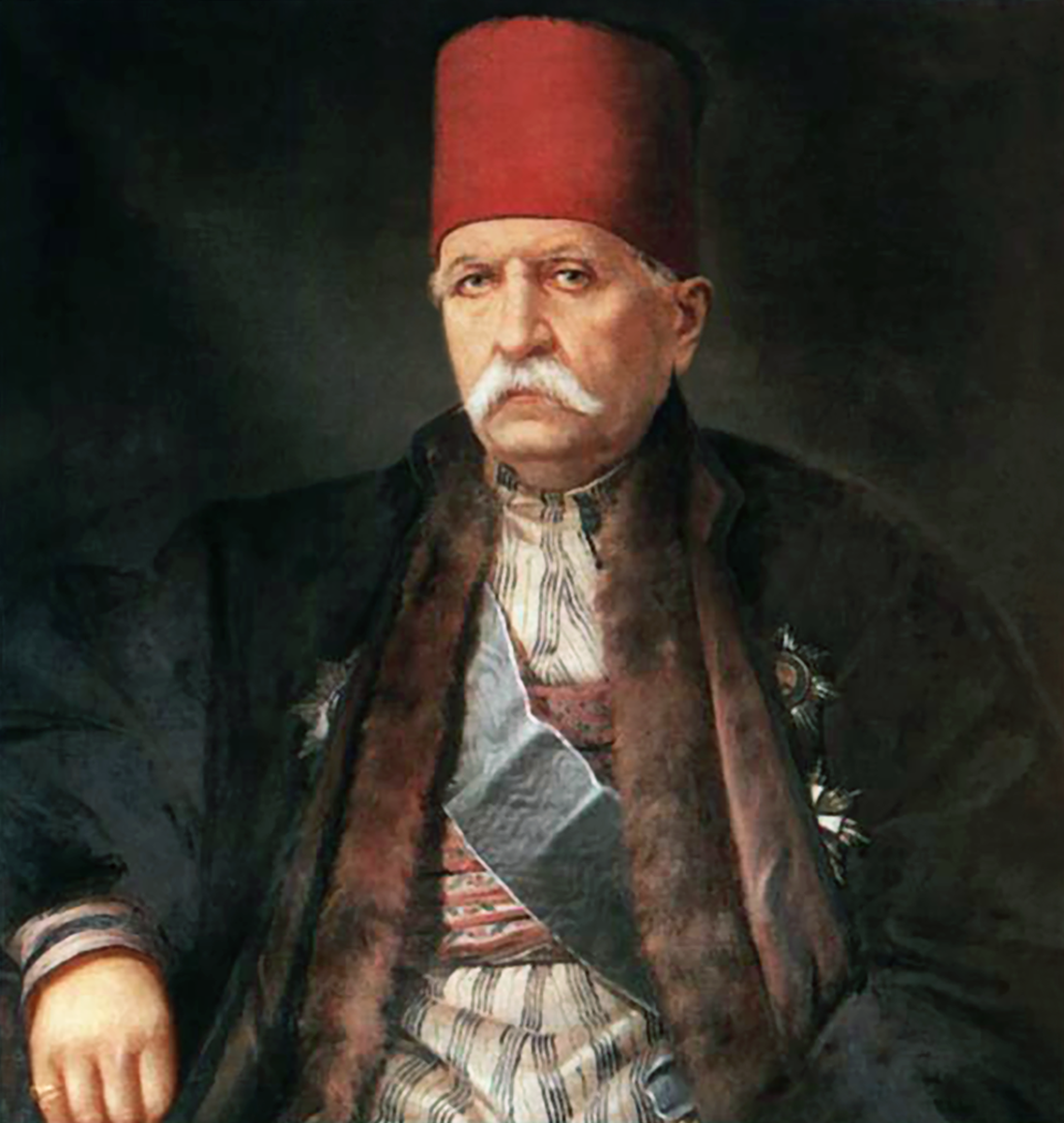
Dimitrios Voulgaris

Dimitrios Voulgaris (griechisch Δημήτριος Βούλγαρης; * 20. Dezember 1802 auf der Insel Hydra; † 30. Dezember 1877 in Athen) war ein griechischer Politiker und Ministerpräsident seines Landes.

## Unabhängigkeitskämpfer
Voulgaris schloss sich nach dem Ausbruch des Griechischen Unabhängigkeitskrieges 1821 den Freiheitskämpfern an und nahm als solcher an den Seekämpfen gegen die Streitkräfte des Osmanischen Reiches teil.
Nach der Unabhängigkeit als Griechischer Staat am 15. April 1827 wurde er als Abgeordneter der Nationalversammlung (Voulí ton Ellínon) zum erbitterten Gegner des damaligen Gouverneurs Ioannis Kapodistrias, der am 9. Oktober 1831 ermordet wurde. Später war er zeitweilig Bürgermeister von Hydra. Wegen seines Tragens der typisch hydriatischen Kleidung wurde er „Tsoumpes“ genannt.

## Minister und achtmaliger Ministerpräsident
Voulgaris begann seine eigentliche politische Laufbahn 1843 mit seiner Ernennung zum Senator. 1847 wurde er Marineminister im Kabinett von Kitsos Tzavelas.
Am 11. Oktober 1855 wurde er von König Otto I. während des Krimkrieges erstmals zum Ministerpräsidenten ernannt. Dieses Amt behielt er zunächst bis zum 25. November 1857.
Im Oktober 1862 war er an einem Staatsstreich gegen König Otto I. beteiligt. Nach dessen Absetzung wurde er am 23. Oktober 1862 Ministerpräsident einer bis zum 21. Februar 1863 amtierenden provisorischen Regierung.
In der Folgezeit war Voulgaris noch sechs weitere Male Ministerpräsident (6. November 1863 – 17. März 1864, 15.–18. November 1865, 21. Juni – 30. Dezember 1866, 6. Februar 1868 – 6. Februar 1869, 6. Januar – 20. Juli 1872 und 21. Februar 1874 – 8. Mai 1875).
Seine Regierungszeiten waren von Korruption geprägt. Schließlich führte das gegen König Georg I. gerichtete politische Manifest „Wer ist der Schuldige?“ (Τις πταίει?) seines früheren Außenministers Charilaos Trikoupis in der Tageszeitung „Καιροί“ dazu, dass der König Ministerpräsident Voulgaris am 8. Mai 1875 entließ und als Nachfolger Trikoupis ernannte. In der Folgezeit wurde gegen mehrere Anhänger von Voulgaris Anklage wegen Korruption erhoben. Voulgaris selbst starb nach längerer Krankheit am 10. Januar 1878.